# Temporada da Stock Car Brasil de 1981
O Campeonato Stock Car de 1981 foi a 3ª edição promovida pela Confederação Brasileira de Automobilismo (CBA) da principal categoria do automobilismo brasileiro.
O vencedor foi o piloto Affonso Giaffone Jr.
Contexto histórico
Foi criada em 1977 para ser uma alternativa à extinta Divisão 1 (D1), que corria com as marcas Chevrolet (Opala) e Ford (Maverick). Isso ocorreu pelo desinteresse do público e dos patrocinadores por se tornar uma categoria monomarca, dada a superioridade dos modelos Chevrolet. Para que isso não ocorresse, a General Motors criou uma nova categoria, que unia desempenho e sofisticação. O nome foi um golpe de mestre, pois além de emular o nome da famosa categoria americana, a NASCAR, desviava a atenção da marca única.
A primeira prova ocorreu em 22 de abril de 1979, no Autódromo de Tarumã, no Rio Grande do Sul. A criação da categoria foi a melhor resposta a um antigo anseio de uma comunidade apaixonada por carros de corrida, ou seja, uma categoria de Turismo que unisse desempenho e sofisticação.
Regulamento
O regulamento foi criado para limitar os custos, procurando equilíbrio, sem comprometer as performances dignas das competições internacionais.

## Equipes e pilotos
| Equipe                                             | Construtor | Carro                        | Pneu | N.° | Nome do piloto            | Rodada       |
| -------------------------------------------------- | ---------- | ---------------------------- | ---- | --- | ------------------------- | ------------ |
| Equipe Coca-Cola Brasil/Polwax                     | Chevrolet  | Opala 250-S 4.1L 171cv Coupé | C    | 22  | Paulo Gomes               | Todas        |
| Equipe Coca-Cola Brasil/Polwax                     | Chevrolet  | Opala 250-S 4.1L 171cv Coupé | C    | 67  | Antônio Carlos Avallone   | 7            |
| Equipe Johnson                                     | Chevrolet  | Opala 250-S 4.1L 171cv       | P    | 17  | Ingo Hoffmann             | Todas        |
| Equipe Johnson                                     | Chevrolet  | Opala 250-S 4.1L 171cv       | P    | 9   | Marcos Troncon            | 4 e 7        |
| Águia Autosport                                    | Chevrolet  | Opala 250-S 4.1L 171cv Coupé | M    | 99  | Leonardo Sánchez          | 1-2          |
| Giaffone Motorsport                                | Chevrolet  | Opala 250-S 4.1L 171cv Coupé | M    | 26  | Afonso Giaffone Jr.       | Todas        |
| Giaffone Motorsport                                | Chevrolet  | Opala 250-S 4.1L 171cv Coupé | M    | 80  | Zeca Giaffone             | Todas        |
| Spinelli Racing                                    | Chevrolet  | Opala 250-S 4.1L 171cv Coupé | C    | 43  | Olimpio Alencar Jr        | Todas        |
| Spinelli Racing                                    | Chevrolet  | Opala 250-S 4.1L 171cv Coupé | C    | 13  | Valtemir Spinelli (Bolão) | Todas        |
| Spinelli Racing                                    | Chevrolet  | Opala 250-S 4.1L 171cv Coupé | C    | 3   | Marcos Gracia             | Todas        |
| Spinelli Racing                                    | Chevrolet  | Opala 250-S 4.1L 171cv Coupé | C    | 55  | Toninho da Matta          | 1-3 e 6      |
| Equipe Havoline-Texaco                             | Chevrolet  | Opala 250-S 4.1L 171cv Coupé | P    | 49  | Jayme Figueiredo          | 1-5 e 8      |
| Equipe Havoline-Texaco                             | Chevrolet  | Opala 250-S 4.1L 171cv Coupé | P    | 20  | José Luiz Nogueira        | Todas        |
| Team Metalpó                                       | Chevrolet  | Opala 250-S 4.1L 171cv Coupé | B    | 23  | José Catanhede (Catanha)  | 1-4          |
| Team Metalpó                                       | Chevrolet  | Opala 250-S 4.1L 171cv Coupé | B    | 25  | Sidney Alves              | 1-3 e 6-7    |
| Castrol Racing                                     | Chevrolet  | Opala 250-S 4.1L 171cv Coupé | M    | 93  | Aloysio Andrade Filho     | Todas        |
| Castrol Racing                                     | Chevrolet  | Opala 250-S 4.1L 171cv Coupé | M    | 2   | Guilherme Mottur          | 1-3 e 7      |
| Ashford Motorsports                                | Chevrolet  | Opala 250-S 4.1L 171cv       | P    | 76  | Márcio Mauro              | 3            |
| Valvoline Team                                     | Chevrolet  | Opala 250-S 4.1L 171cv       | C    | 85  | Alfredo Guaraná Menezes   | Todas        |
| Valvoline Team                                     | Chevrolet  | Opala 250-S 4.1L 171cv       | C    | 53  | Fernando Tradt            | 7-8          |
| Bastos Racing Team                                 | Chevrolet  | Opala 250-S 4.1L 171cv       | C    | 34  | Edgar Mello Filho         | Todas        |
| Camel Grand Prix                                   | Chevrolet  | Opala 250-S 4.1L 171cv       | C    | 82  | Reinaldo Campello         | 1, 3-4 e 7-8 |
| Camel Grand Prix                                   | Chevrolet  | Opala 250-S 4.1L 171cv       | C    | 16  | Joannis Likoroupoulos     | 1, 4-5 e 7   |
| Benson & Hedges Team                               | Chevrolet  | Opala 250-S 4.1L 171cv       | P    | 97  | Luis Carlos Sansone       | 2 e 5-6      |
| Benson & Hedges Team                               | Chevrolet  | Opala 250-S 4.1L 171cv       | P    | 59  | Ricardo Baptista          | 8            |
| Oxigeral GP                                        | Chevrolet  | Opala 250-S 4.1L 171cv       | B    | 4   | Sylvio de Barros          | 6-7          |
| Ney Auto Shop/JTS/Diário Popular/Jumbo Eletro Team | Chevrolet  | Opala 250-S 4.1L 171cv       | P    | 91  | Armando Balbi             | 1-5 e 7-8    |
| Ney Auto Shop/JTS/Diário Popular/Jumbo Eletro Team | Chevrolet  | Opala 250-S 4.1L 171cv       | P    | 12  | Antonio Castro Prado      | 1 e 4        |
| ECO/Baterias Durex/Renner Racing                   | Chevrolet  | Opala 250-S 4.1L 171cv Coupé | C    | 81  | João Correa               | Todas        |
| ECO/Baterias Durex/Renner Racing                   | Chevrolet  | Opala 250-S 4.1L 171cv Coupé | C    | 72  | Mauro Turcatel            | 7            |
| San Philipo/Objetivo Competições                   | Chevrolet  | Opala 250-S 4.1L 171cv Coupé | C    | 94  | João Carlos Palhares      | 2-8          |
| Larus Turbo/Sandvik/Net Oz SuperAuto               | Chevrolet  | Opala 250-S 4.1L 171cv Coupé | P    | 75  | René de Nigris            | 4 e 7        |
| Vidros Rosa/Blindex Racing Team                    | Chevrolet  | Opala 250-S 4.1L 171cv Coupé | M    | 11  | Chico Serra               | Todas        |
| HG/Rodão Motorsport                                | Chevrolet  | Opala 250-S 4.1L 171cv Coupé | C    | 62  | Carlos Drumond            | 4            |
| Team Metalpó-Combustol                             | Chevrolet  | Opala 250-S 4.1L 171cv       | M    | 30  | Ricardo Fontanari         | 1-5 e 8      |
| Molas Hoesch Team                                  | Chevrolet  | Opala 250-S 4.1L 171cv       | G    | 84  | Pedro Carneiro Pereira    | 1 e 3-5      |

## Calendário e resultados

### Etapas
| # | Circuito             | Data          | Pole Position       | Volta mais rápida   | Piloto Vencedor     | Equipe Vencedora    |
| - | -------------------- | ------------- | ------------------- | ------------------- | ------------------- | ------------------- |
| 1 | GP de Viamão         | 5 de abril    | Ingo Hoffmann       | Ingo Hoffmann       | Ingo Hoffmann       | Equipe Johnson      |
| 2 | GP do Rio de Janeiro | 3 de maio     | Olimpio Alencar Jr  | Olimpio Alencar Jr  | Olimpio Alencar Jr  | Spinelli Racing     |
| 3 | GP de São Paulo      | 17 de maio    | Afonso Giaffone Jr. | Olimpio Alencar Jr  | Reinaldo Campello   | Camel Grand Prix    |
| 4 | GP de Brasília       | 7 de junho    | Ingo Hoffmann       | Paulo Gomes         | Ingo Hoffmann       | Equipe Johnson      |
| 5 | GP de Goiânia        | 21 de junho   | Olimpio Alencar Jr  | Olimpio Alencar Jr  | Olimpio Alencar Jr  | Spinelli Racing     |
| 6 | GP de Cascavel       | 2 de agosto   | Paulo Gomes         | Reinaldo Campello   | Olimpio Alencar Jr  | Spinelli Racing     |
| 7 | GP de Curitiba       | 9 de agosto   | Afonso Giaffone Jr. | Afonso Giaffone Jr. | Afonso Giaffone Jr. | Giaffone Motorsport |
| 8 | GP de Guaporé        | 25 de outubro | Paulo Gomes         | Reinaldo Campello   | Reinaldo Campello   | Camel Grand Prix    |

## Classificação

### Campeonato de pilotos
| Pos | Piloto                    | VIA | RJO | SPO | BRA | GOI | CAS | CTB | GUA | Pts |
| --- | ------------------------- | --- | --- | --- | --- | --- | --- | --- | --- | --- |
| 1   | Afonso Giaffone Jr.       | 2   | 9   | Ret | 2   | 3   | 2   | 1   | Ret | 84  |
| 2   | Olimpio Alencar Jr        | 3   | 1   | 2   | Ret | 1   | 1   | 6   | 3   | 51  |
| 3   | Zeca Giaffone             | 5   | 3   | 9   | 8   | 4   | 3   | 7   | 2   | 47  |
| 4   | Reinaldo Campello         | 18  |     | 1   | 3   |     |     | 2   | 1   | 45  |
| 5   | Paulo Gomes               | 6   | 2   | 6   | 7   | 5   | 7   | 4   | 6   | 45  |
| 6   | Ingo Hoffmann             | 1   | 4   | 5   | Ret | 2   | 5   | 8   | 5   | 44  |
| 7   | Valtemir Spinelli (Bolão) | 7   | Ret | Ret | 6   | 11  | 6   | 5   | 4   | 43  |
| 8   | Marcos Gracia             | 10  | 7   | DSQ | 4   | 7   | 4   | 3   | Ret | 35  |
| 9   | Alfredo Guaraná Menezes   | 4   | Ret | 13  | Ret | 10  | Ret | 16  | 7   | 34  |
| 10  | Luis Carlos Sansone       |     | Ret |     |     | 12  | 12  |     |     | 34  |
| 11  | Aloysio Andrade Filho     | 20  | 13  | Ret | 14  | 18  | 9   | Ret | 9   | 32  |
| 12  | Edgar Mello Filho         | DNS | 5   | 3   | Ret | 6   | 8   | 10  | Ret | 31  |
| 13  | João Correa               | Ret | 6   | 7   | 12  | 16  | 10  | 11  | 8   | 28  |
| 14  | Chico Serra               | 9   | DSQ | 4   | Ret | 8   | Ret | Ret | Ret | 27  |
| 15  | René de Nigris            |     |     |     | 1   |     |     | 9   |     | 21  |
| 16  | João Carlos Palhares      |     | Ret | Ret | 11  | 13  | 15  | Ret | 10  | 19  |
| 17  | Carlos Drumond            |     |     |     | 5   |     |     |     |     | 10  |
| 18  | Toninho da Matta          | 8   | 8   | 12  |     |     | 11  |     |     | 9   |
| 19  | José Catanhede (Catanha)  | 16  | 14  | 8   | Ret |     |     |     |     | 7   |
| 20  | Armando Balbi             | 11  | Ret | 15  | 9   | 14  |     | 12  | 12  | 6   |
| 21  | Pedro Carneiro Pereira    | 13  |     | Ret | 10  | 9   |     |     |     | 6   |
| 22  | Ricardo Fontanari         | 17  | 10  | 16  | 16  | DNS |     |     | 14  | 4   |
| 23  | Sidney Alves              | 19  | Ret | 10  |     |     | 13  | 14  |     | 4   |
| 24  | Jayme Figueiredo          | 14  | 12  | 14  | 13  | 17  |     |     | 11  | 3   |
| 25  | José Luiz Nogueira        | 12  | 11  | 11  | 15  | 15  | 14  | 15  | 13  | 3   |
| 26  | Antônio Carlos Avallone   |     |     |     |     |     |     | 13  |     | 2   |
| 27  | Leonardo Sánchez          | 15  | 15  |     |     |     |     |     |     | 2   |
| 28  | Marcos Troncon            |     |     |     | Ret |     |     | 17  |     | 0   |
| 29  | Joannis Likoroupoulos     | Ret |     |     | DNS | Ret |     | Ret |     | 0   |
| 30  | Fernando Tradt            |     |     |     |     |     |     | Ret | Ret | 0   |
| 31  | Guilherme Mottur          | DNS | DNS | Ret |     |     |     | DNS |     | 0   |
| 32  | Márcio Mauro              |     |     | Ret |     |     |     |     |     | 0   |
| 33  | Ricardo Baptista          |     |     |     |     |     |     |     | Ret | 0   |
| 34  | Antonio Castro Prado      | AN  |     |     | Ret |     |     |     |     | 0   |
| 35  | Sylvio de Barros          |     |     |     |     |     | Ret | Ret |     | 0   |
| 36  | Mauro Turcatel            |     |     |     |     |     |     | Ret |     | 0   |
| Pos | Piloto                    | VIA | RJO | SPO | BRA | GOI | CAS | CTB | GUA | Pts |

| Cor      | Resultado            |
| -------- | -------------------- |
| Ouro     | Vencedor             |
| Prata    | 2º lugar             |
| Bronze   | 3º lugar             |
| Verde    | Terminou, nos pontos |
| Azul     | Terminou, sem pontos |
| Púrpura  | Retirou-se (Ret)     |
| Vermelho | Não qualificado (NQ) |
| Preto    | Desqualificado (DSQ) |
| Branco   | Não largou (NL)      |
| Sem cor  | Não participou (NP)  |
| Sem cor  | Lesionado (Les)      |
| Sem cor  | Excluído (EX)        |